# Чемпіонат Європи з боксу серед жінок 2011

Логотип чемпіонату

VIII Чемпіонат Європи з боксу серед жінок відбувся 17-22 жовтня 2011 року в Роттердамі. 139 бійців з 31 країни Європи змагалися в 10 вагових категоріях. Всього під час турніру було проведено 123 бої, з яких 11 (8,9 %) закінчилися достроковою перемогою одного з спортсменів. Перемогу в загальнокомандному заліку ввосьоме поспіль здобула Росія.
Найсуттєвіша перемога на турнірі
+81 кг. 1/2 фіналу: Іріна Сінєцкая  35:6  Данієла Верніч
Найрезультативніший бій турніру
57 кг. 1/8 фіналу: Діана Надім  31:10  Бойяна Раніч
+81 кг. 1/2 фіналу: Іріна Сінєцкая  35:6  Данієла Верніч
Найменш результативний бій турніру
51 кг. 1/8 фіналу: Валеріа Калабрезе  6:2  Сумейра Кая-Язічі

## Учасники

Схематичне зображення країн — учасників чемпіонату і призерів

- Азербайджан — 3
- Англія — 6
- Бельгія — 2
- Білорусь — 3
- Болгарія — 5
- Боснія і Герцеговина — 2
- Вірменія — 4
- Греція — 2
- Данія — 2
- Ізраїль — 2
- Ірландія — 8
- Іспанія — 4
- Італія — 4
- Нідерланди — 3
- Німеччина — 6
- Норвегія — 4
- Польща — 10
- Росія — 10
- Румунія — 7
- Сербія — 3
- Словенія — 2
- Туреччина — 10
- Уельс — 4
- Угорщина — 3
- Україна — 9
- Фінляндія — 2
- Франція — 5
- Хорватія — 2
- Чехія — 5
- Швейцарія — 3
- Швеція — 4

## Результати фіналів
| Вагова категорія | Переможець         | Рахунок | Переможений опонент |
| ---------------- | ------------------ | ------- | ------------------- |
| 48 кг            | Свєтлана Гнєванова | KO 1    | Лінсі Холдвей       |
| 51 кг            | Нікола Адамз       | +5:5    | Сара Орамон         |
| 54 кг            | Олена Савєльєва    | 8:1     | Сандра Драбік       |
| 57 кг            | Наталія Бірюк      | 17:8    | Ліза Вайтсайд       |
| 60 кг            | Кеті Тейлор        | 9:7     | Софія Очігава       |
| 64 кг            | Гулсум Татар       | 9:4     | Армін Сінабйан      |
| 69 кг            | Марікелле де Йонг  | RSCO 2  | Марія Бадуліна      |
| 75 кг            | Надєжда Торлопова  | 10:4    | Ноучка Фонтійн      |
| 81 кг            | Світлана Козлова   | 12:1    | Сілфія Куш'як       |
| +81 кг           | Семсі Яралі        | KO 3    | Іріна Сінєцкая      |

## Медалісти
| Категорія: | Золото:            | Срібло:        | Бронза:                           |
| до 48 кг   | Свєтлана Гнєванова | Лінсі Холдвей  | Наталія Князь Стелута Дута        |
| до 51 кг   | Накола Адамз       | Сара Орамон    | Кароліна Міхальчук Стойка Петрова |
| до 54 кг   | Олена Савєльєва    | Сандра Драбік  | Іванна Крупеня Айзе Таз           |
| до 57 кг   | Наталія Бірюк      | Ліза Вайтсайд  | Вікторія Гурковіч Нагехан Гул     |
| до 60 кг   | Кеті Тейлор        | Софія Очігава  | Денітса Єлісеєва Хелена Фалк      |
| до 64 кг   | Гулзум Татар       | Армін Сінабйан | Наташа Джонас Мартіна Шморанцова  |
| до 69 кг   | Марікелле де Йонг  | Марія Бадуліна | Лорен Прайс Катаржина Фурманяк    |
| до 75 кг   | Надєжда Торлопова  | Онучка Фонтійн | Савана Маршалл Лілія Дурнєва      |
| до 81 кг   | Світлана Козова    | Сілвія Куш'як  | Інна Шевченко Тімеа Надь          |
| до +81 кг  | Семсі Яралі        | Іріна Сінєцкая | Данієла Верніч Катерина Шамбір    |

## Медальний залік
| Медальний залік |            |        |        |        |       |
| Місце           | Держава    | Золото | Срібло | Бронза | Разом |
| 1               | Росія      | 4      | 2      | 1      | 7     |
| 2               | Туреччина  | 2      | 0      | 2      | 4     |
| 3               | Україна    | 1      | 1      | 5      | 7     |
| 4               | Англія     | 1      | 1      | 2      | 4     |
| 5               | Нідерланди | 1      | 1      | 0      | 2     |
| 6               | Ірландія   | 1      | 0      | 0      | 1     |
| 7               | Польща     | 0      | 2      | 2      | 4     |
| 8               | Уельс      | 0      | 1      | 1      | 2     |
| 9               | Вірменія   | 0      | 1      | 0      | 1     |
|                 | Франція    | 0      | 1      | 0      | 1     |
| 11              | Болгарія   | 0      | 0      | 2      | 2     |
| 12              | Румунія    | 0      | 0      | 1      | 1     |
|                 | Угорщина   | 0      | 0      | 1      | 1     |
|                 | Хорватія   | 0      | 0      | 1      | 1     |
|                 | Чехія      | 0      | 0      | 1      | 1     |
|                 | Швеція     | 0      | 0      | 1      | 1     |

## Збірна України та її результати
Україна була представлена в 9 з 10 категорій. Всього команда здобула 7 медалей, з яких : 1 — золота, 1 — срібна і 5 — бронзові.
- 48 кг: Наталія Князь, бронза

1/8 фіналу: Наталія Князь  17:6  Елін Рйоннлунд
1/4 фіналу: Наталія Князь  11:10  Лідія Буссайда
1/2 фіналу: Свєтлана Гнєванова  16:6  Наталія Князь
- 51 кг : Тетяна Коб

1/16 фіналу: Тетяна Коб  10:6  Ясміна Муса
1/8 фіналу: Тетяна Коб  20:8  Клаудіа Нечіта
1/4 фіналу: Сара Орамон  17:10  Тетяна Коб
- 54 кг: Іванна Крупеня, бронза

1/8 фіналу: Іванна Крупеня  14:7  Шора Яхромі
1/4 фіналу: Іванна Крупеня  11:3  Атіна Малефакі
1/2 фіналу: Сандра Драбік  11:10  Іванна Крупеня
- 57 кг : Наталія Бірюк, золото

1/8 фіналу: Наталія Бірюк  KO 1  Карін Геворкян
1/4 фіналу: Наталія Бірюк  21:11  Ребекка Прайс
1/2 фіналу: Наталія Бірюк  17:15  Вікторія Гурковіч: фінал: Наталія Бірюк  15:14  Ліза Вайтсайд
- 60 кг : Олександра Сидоренко

1/16 фіналу: Олександра Сидоренко  25:3  Адель Хурі
1/8 фіналу: Олександра Сидоренко  18:2  Енн Верхеєн
1/4 фіналу: Денітса Єлісеєва  13:10  Олександра Сидоренко
- 69 кг: Марія Бадуліна, срібло

1/8 фіналу: Марія Бадуліна  17:4  Дженніфер Корті
1/4 фіналу: Марія Бадуліна  12:9  Бйянка Надь
1/2 фіналу: Марія Бадуліна  17:7  Лорен Прайс: фінал: Марікелле де Йонг  21:12  Марія Бадуліна
- 75 кг : Лілія Дурнєва, бронза

1/8 фіналу: Лілія Дурнєва  17:4  Еліф Гунері
1/4 фіналу: Лілія Дурнєва  12:9  Люмініта Турчин
1/2 фіналу: Надєжда Торлопова  17:7  Лілія Дурнєва
- 81 кг: Інна Шевченко, бронза

1/2 фіналу: Сілвія Куш'як  17:10  Інна Шевченко
- +81 кг : Катерина Шамбір, бронза

1/2 фіналу: Семсі Яралі  19:10  Катерина Шамбір

### Новини на сайті Федерації боксу України
- 1[недоступне посилання з липня 2019]
- 2[недоступне посилання з липня 2019]
- 3[недоступне посилання з липня 2019]
- 4[недоступне посилання з липня 2019]